# Copiapoa malletiana
Copiapoa malletiana es una especie de planta suculenta perteneciente al género Copiapoa, dentro de la familia Cactaceae. Es endémica del norte de Chile (concretamente del desierto de Atacama).

## Descripción

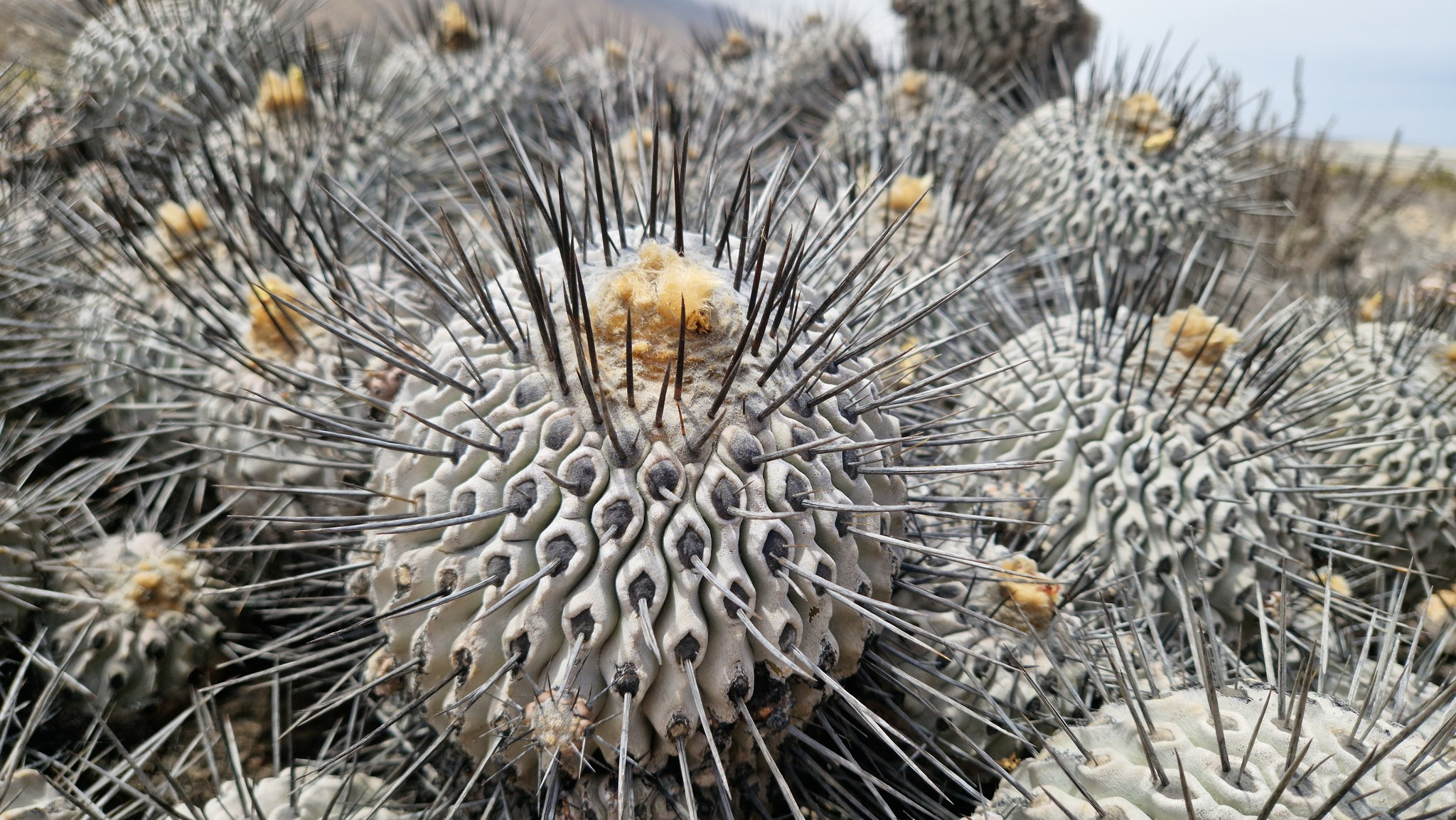
Ápice lanoso

Copiapoa malletiana es una especie de cactus muy ramificado desde la base, que forma grande montículos de hasta 1 m de alto y más de 2 m de ancho. Los tallos individuales son de color gris y están cubiertos por una película cerosa de color blanco grisáceo. Su forma va de globosa a cilíndrica corta y miden de 6 a 16 cm de diámetro. Tienen el ápice cubierto de lana gris amarillenta y sus raíces son fibrosas. 
Presentan de 15 a 33 costillas altas y agudas, están divididas ligeramente en tubérculos y son estrechas entre las areolas. Éstas son grandes y ovaladas, y miden de 0,5 a 0,9 cm de diámetro. Están separadas unas de otras de 1 a 2,5 cm de distancia y están cubiertas de fieltro gris amarillento. Tienen espinas rectas, gruesas y aciculares, que aunque inicialmente son de color negro a marrón claro, se vuelven blanco grisáceas con el tiempo. Entre ellas, aunque generalmente están ausentes, se distingue de 1 a ninguna espina central gruesa de 2 a 5 cm de largo. También hay de 1 a 7 espinas radiales de hasta 1 cm de largo.
Las flores nacen en el ápice de los tallos y miden de 2,8 a 3,5 cm de largo. Son de color amarillo pálido y no tienen olor.

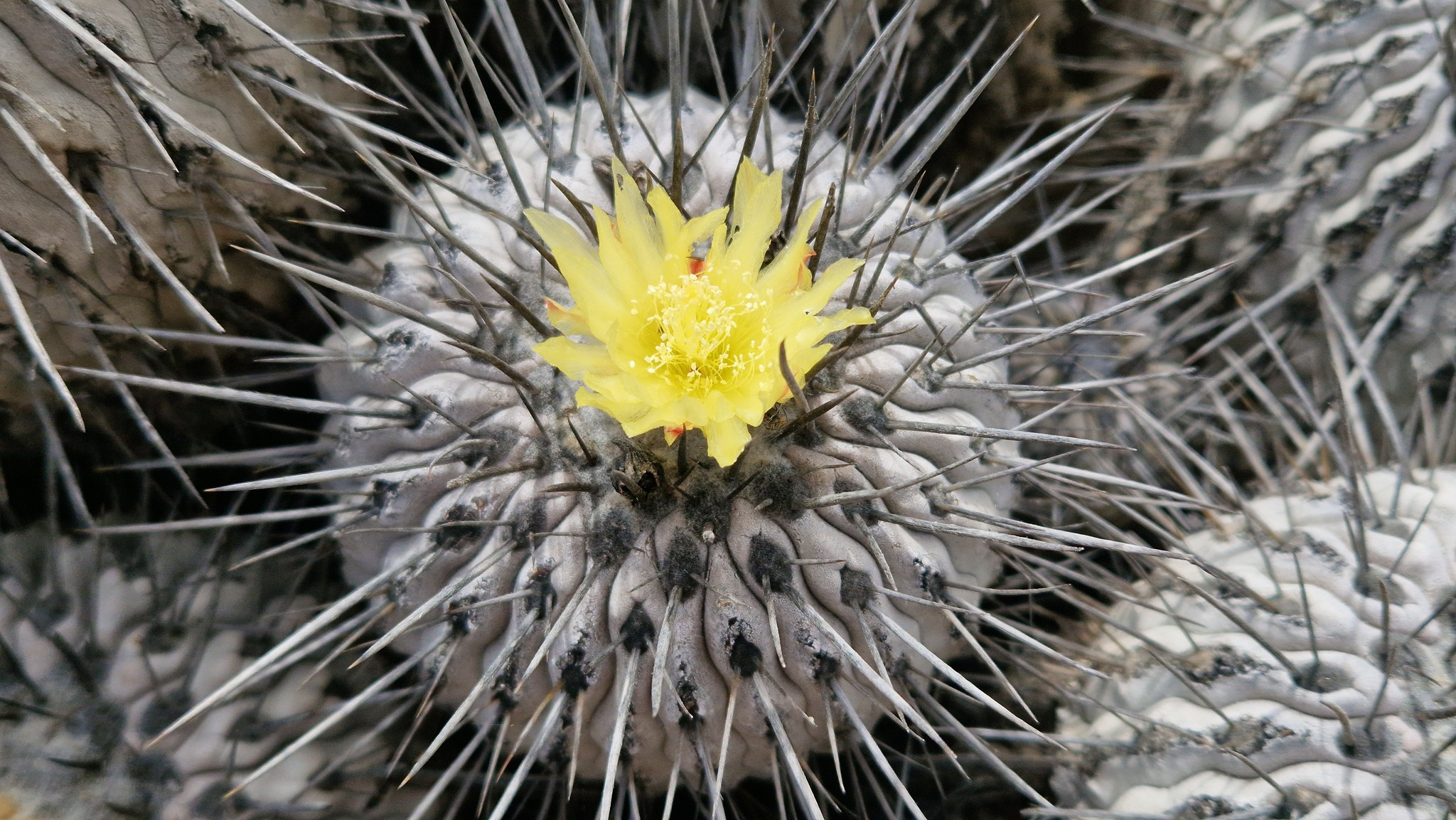
Detalle de la flor

## Distribución y hábitat
El área de distribución nativa de esta especie es el norte de Chile (concretamente del desierto de Atacama) y crece principalmente en biomas desérticos o de matorrales secos.  
Se desarrolla en suelos aluviales arenosos, a elevaciones de 0 a 700 metros sobre el nivel del mar. A pesar de la escasez de lluvias donde vive, la extrema aridez se ve atenuada por las frecuentes y a menudo densas nieblas costeras.

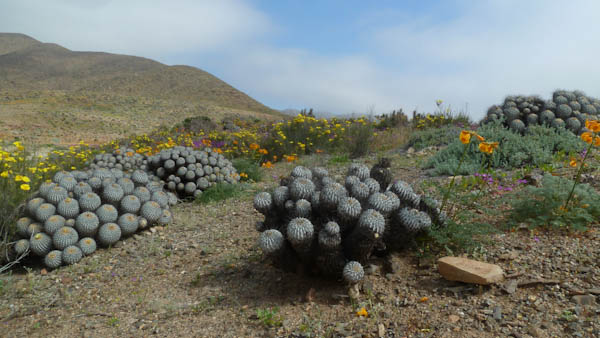
En su hábitat

## Taxonomía
La primera descripción de esta especie fue como Echinocactus malletianus, publicada en 1845 por los botánicos Jacques Philippe Martin Cels y Joseph de Salm-Reifferscheidt-Dyck en la revista ilustrada Allgemeine Gartenzeitung 13: 387.
Posteriormente, el botánico alemán Curt Backeberg colocó la especie en el género Copiapoa, pasando a llamarse Copiapoa malletiana y anotando estos cambios en el libro Kaktus-ABC: 280 en el año 1936.

Etimología
- Copiapoa: nombre genérico que hace referencia a la ciudad chilena de Copiapó, ubicada en el desierto de Atacama, lugar donde se encuentran la mayoría de las especies de este género.
- malletiana: epíteto específico otorgado en honor a un naturalista de apellido Mallet.[4]

Sinonimia
- Copiapoa carrizalensis F.Ritter (1959)
- Copiapoa carrizalensis var. gigantea F.Ritter (1963)
- Copiapoa cinerea var. dealbata (F.Ritter) Backeb. (1962)
- Copiapoa cinerea subsp. dealbata (F.Ritter) Slaba (1997)
- Copiapoa dealbata F.Ritter (1959)
- Copiapoa dealbata var. carrizalensis (F.Ritter) A.E.Hoffm. (1989)
- Copiapoa dealbata f. gigantea (F.Ritter) A.E.Hoffm. (1989)
- Echinocactus malletianus Cels ex Salm-Dyck (1845)

## Estado de conservación
En la Lista Roja de Especies Amenazadas de la UICN, la especie está clasificada como de “Preocupación Menor (LC)”.

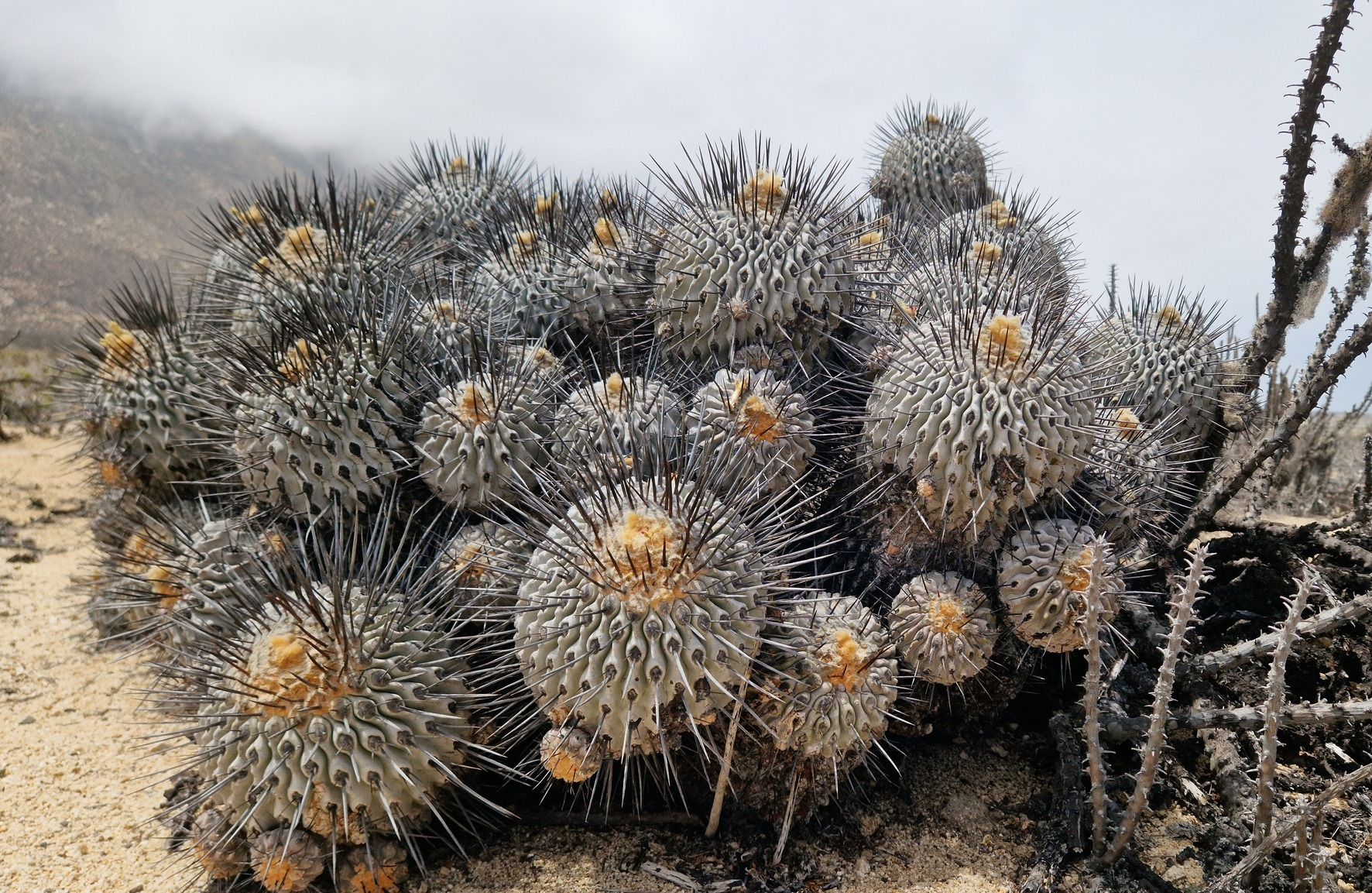
En su hábitat

Las principales amenazas que sufre la especie se deben a la construcción de carreteras, el paso de vehículos todo terreno y el desarrollo urbano para el turismo. Además se recolecta ilegalmente, pero esto no se considera una amenaza porque generalmente se eliminan ramas individuales. También se ve afectada por las sequías prolongadas que resultan de la reducción de la duración de la temporada de camanchaca (niebla costera) debido al cambio climático, ya que esta niebla es la principal fuente de agua para estas plantas.

## Usos
Se cultiva principalmente como planta ornamental y su propagación se realiza a través de esquejes o semillas.